# Si Racha

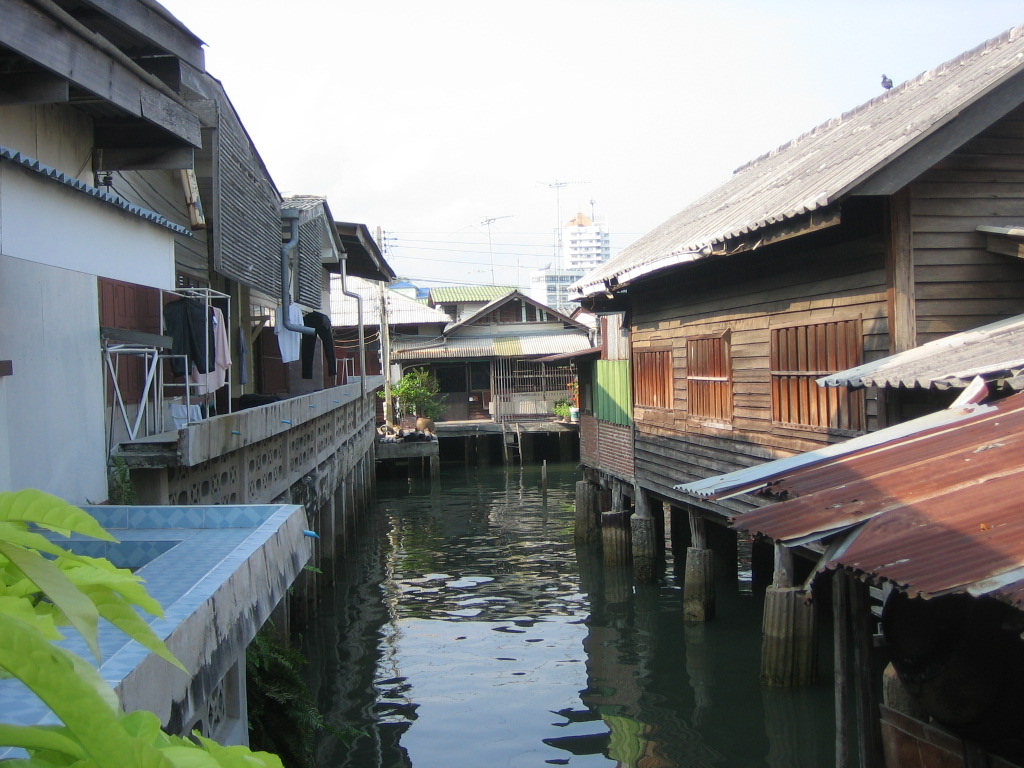
Wohnhäuser auf Pfählen im Hafen von Si Racha

Si Racha (Thai: ศรีราชา, Aussprache: [sǐː raːt͡ɕʰaː], auch Sriracha oder Sriraja geschrieben) ist die Hauptstadt des Landkreises (Amphoe) Si Racha in der Provinz Chonburi. Die Provinz Chonburi liegt in der Ostregion von Zentralthailand.
Die Stadt (Thesaban Mueang) Si Racha hat etwa 19.440 Einwohner (2007). Davon ist jedoch nur der Stadtkern umfasst, nicht das ebenfalls dichtbesiedelte Umland.

## Geographie
Si Racha liegt an der Ostküste am Golf von Thailand, etwa 80 Kilometer (Luftlinie) südöstlich der Hauptstadt Bangkok, auf halbem Weg zwischen Chon Buri und Pattaya.

## Wirtschaft
Der in den neunziger Jahren neu angelegte Handelshafen in Laem Chabang bildet zusammen mit der Raffinerie der Thaioil einen der wichtigsten Wirtschaftsfaktoren für den Landkreis Si Racha.
Die Stadt Si Racha ist bekannt für die Meeresfrüchte, die meist mit einer scharfen Chilisauce serviert werden, der nam phrik si racha (Thai: น้ำพริก ศรีราชา). Chilisaucen mit dem Namen Sriracha-Sauce werden inzwischen international vertrieben und kommen nicht in jedem Fall von hier.

## Verkehr
Der moderne achtspurig ausgebaute Bangkok-Chonburi Motorway verbindet sowohl die Küstenstädte im Osten (Eastern Seaboard) mit Bangkok als auch mit dem Flughafen U-Tapao, dem einzigen Flughafen in Thailand mit Direktflügen in den Süden des Landes ohne den Umweg über Bangkok. Die ältere Thanon Sukhumvit (Sukhumvit-Straße) führt durch die Stadt Si Racha nach Chonburi und Pattaya, ist aber häufig aufgrund des großen Verkehrsaufkommens staugefährdet.

## Geschichte
Im Jahr 1945 bekam Si Racha den Status einer Kleinstadt (Thesaban Tambon). 1955 wurde sie zu einer Stadt (Thesaban Mueang) heraufgestuft.

## Sehenswürdigkeiten

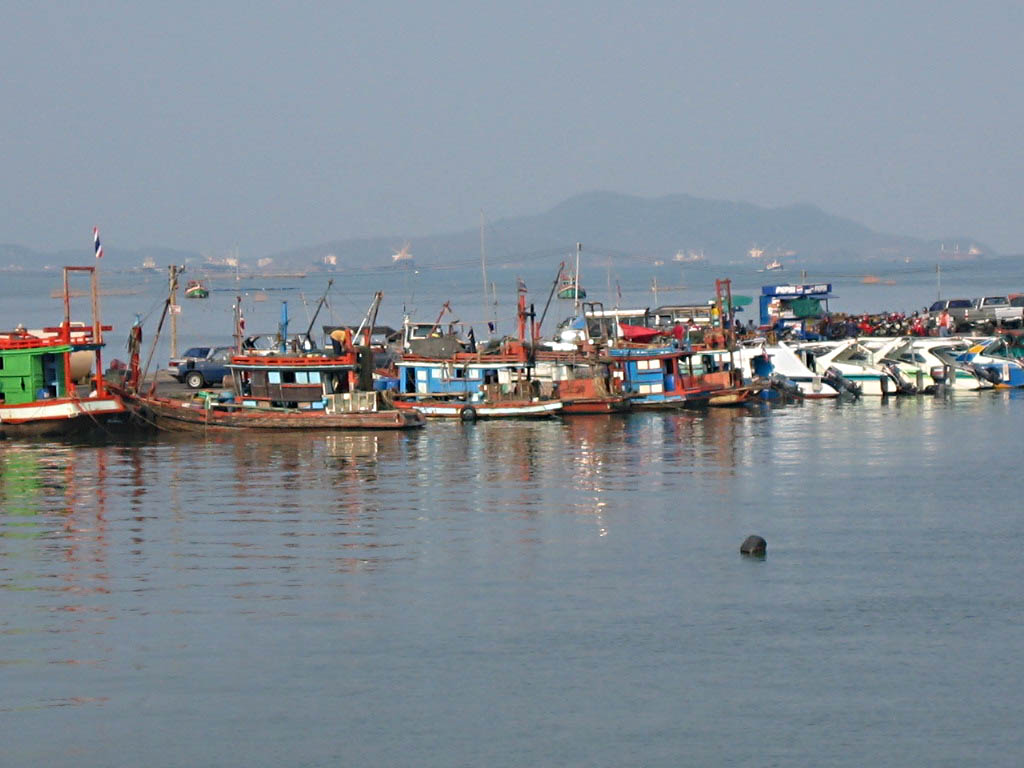
Hafen von Si Racha mit der Bucht von Bangkok

Von hier aus gehen auch die meisten Boote zur Insel Ko Sichang (เกาะ สีชัง) über.
Nördlich der Stadt liegt der Tempel Wat Ko Loi auf der gleichnamigen Insel (Ko Loi – เกาะลอย). Die Insel ist über eine 1,5 Kilometer lange Chaussee mit dem Festland verbunden. Der Tempel fasst Thai-Buddhismus und chinesische Betrachtung zusammen und zeigt auch einen Fußabdruck Buddhas. Neben dem Zugang zum Tempel Wat Ko Loi befindet sich der Ko-Loi-Park.
Hauptattraktion ist wohl der Si Racha Tiger Zoo, der mehr als 400 Bengalische Tiger und auch andere Tiere zeigt. Im Oktober 2004 zeigten Tiger im Zoo Anzeichen der Vogelgrippe H5N1 und waren mit dem Influenza-A-Virus H5N1 infiziert. Wahrscheinlich wurden sie mit infizierten Hühnchen gefüttert. Mehr als 80 weitere Tiger wurden vorsichtshalber getötet.

## Sport
Der Ortsansässige Verein ist der FC Sriracha, der seine Heimspiele im Suzuki-Stadion austrägt. Das Stadion wurde in der ersten Bauphase Ende 2009 fertiggestellt. Im zweiten Bauabschnitt erhielt das Stadion eine Haupttribüne aus Beton. Das Stadion befindet sich direkt gegenüber dem Ko-Loi-Park.

## Persönlichkeiten
- Tony Laurent-Gonnet (* 2003), thailändisch-französischer Fußballspieler
- Phakhawat Sapphaso (* 2005), Fußballspieler